# Orestes Araújo
Orestes Araújo (Mahón, 22. listopada 1853. – Montevideo, 31. kolovoza 1915.) bio je urugvajski povjesničar, učitelj, novinar, pisac i znanstvenik.
Rođen je na španjolskom otoku Minorci u mjestu Mahón. S nepunih sedamnaest godina odlazi prekomorskim brodom u Montevideo, gdje 1970. dobiva posao novinara u novinama  La Paz.
osim novinarstvom, bavio se i znanstvenim radom na području povijesti, posebno povijesti Urugvaja prije dolaska useljenika i Španjolaca.
Za života je objavio pet knjiga o svojim znanstveni istraživanjima i otkrićima:
- 1900. Diccionario Geográfico del Uruguay
- 1901. – 1903. Diccionario Histórico del Uruguay[1]
- 1907. Historia compendiada de la civilización uruguaya
- 1911. Historia de la Escuela Uruguaya
- 1911. Historia de los charrúas y demás tribus indígenas del Uruguay